# USS LST-402
O USS LST-402 foi um navio de guerra norte-americano da classe LST que operou durante a Segunda Guerra Mundial.